# 日野啓三
日野 啓三（ひの けいぞう、1929年6月14日 - 2002年10月14日）は、日本の小説家、文芸評論家。東大社会学科卒。新聞社特派員としての韓国・ベトナム駐在経験が創作の基調。ベトナム戦争を題材にした作品や、現代都市における幻想を描く都市小説といわれる作品などで知られる。『あの夕陽』(1975年)で芥川賞受賞。日本芸術院会員。

## 経歴
東京府豊多摩郡生まれ。5歳の時に父親の仕事のため朝鮮に移り、小中学校時代を慶尚南道密陽で暮らした。1942年にソウルに移って、龍山中学に通う。敗戦後は父親の故郷広島県福山市に引き揚げ、広島県立府中中学校（現広島県立府中高等学校）を経て、1946年に旧制一高入学、この頃野間宏、椎名麟三などの戦後文学に関心を持ち、大岡信、丸山一郎（佐野洋）らと同人誌『二十代』、次いで同じメンバーで『現代文学』を作り、文芸評論を執筆した。東京大学文学部社会学科に進み、ドストエフスキー、カフカや、埴谷雄高『死霊』を熱心に読む。
1952年卒業し、読売新聞外報部に勤務。この年に『文学界』の新人批評家特集で「荒正人論-虚点という地点について」寄稿、同誌の会合で安岡章太郎、吉行淳之介、奥野健男ら同世代の作家や批評家と交流する。1954年に奥野健男、佐野洋らと同人誌『現代評論』を刊行する
1960年に軍政下のソウルに特派員として赴任。翌年帰国して直後に離婚、ソウルで知り合った妻と再婚する。1964年にベトナム戦争中のサイゴンに赴任し、開高健らと知り合う。ベトナムでの体験の感触を、評論よりも「小説というより自由な形」で書いてみたいと考えながら帰国、梅崎春生『幻花』やハンス・エーリヒ・ノサック『影の法廷』に共感する。1966年に知人の森川達也の依頼で季刊誌『審美』に、ベトナム戦争取材記者を題材にした初めての小説「向う側」を、一度だけ使った野火啓のペンネームで執筆し作家デビュー。続いて同じくベトナムを舞台にした実験小説「広場」「炎」などを発表。これらの作品への反響はなかったが、『文藝』誌の同人雑誌評で中田耕治に少しほめられたと本人は記憶している。仕事では新聞社のベトナム担当デスクとして激務が続いていた。1967年に新聞の長期連載のために再度ベトナム取材。
その後は「敗戦前後の自分の体験をもとにして虚構化した」作品である「帰れぬ旅」などを執筆、1973年から家庭的日常を題材にして、写実的私小説として読まれたという作品を書き、『此岸の家』で平林たい子文学賞、1975年『あの夕陽』で芥川賞受賞。1980年代からは、外国の秘境や都市における幻視する作品を書き、また同世代のJ・G・バラードやフィリップ・K・ディックなどのSFを集中的に読んで共感した。1982年幻想的作風の『抱擁』で泉鏡花文学賞、中学生の息子からヒントを得た現代都市を生き抜く少年を描く表題作を含む短編集『天窓のあるガレージ』を刊行、「自覚的に都市を書く現代作家」と言われるようになる。1986年『夢の島』で芸術選奨文部大臣賞、同年『砂丘が動くように』で谷崎潤一郎賞受賞。1987年芥川賞の選考委員に加わり、またこの年から『琉球新報』短編小説賞の選考委員を務め、以後沖縄を訪れることが多くなる。
1990年に肝臓癌が発見されて摘出手術。1992年、『断崖の年』で伊藤整文学賞。1993年、癌治療中の体験を描いた『台風の眼』で野間文芸賞、1996年近未来小説『光』で読売文学賞。1997年に膀胱がんで手術。1998年と99年に鼻腔がんの手術を受ける。2000年、芸術院賞、日本芸術院会員。
2000年にくも膜下出血で倒れ、歩行が困難となる。2002年10月14日に大腸癌で死去するまで読売新聞社編集委員の地位にあった。葬儀委員長は詩人の大岡信がつとめた。
アニメや漫画に対しても関心を抱き、『伝説巨神イデオン』『装甲騎兵ボトムズ』などに対して相応の評価をした。
長男の日野鋭之介はプロモデラー、原型師。

## 作風
ベトナムからの帰国後に書いたデビュー作「向こう側」をはじめ、ベトナム戦争を題材にした小説やルポルタージュ風エッセイ『ベトナム報道』を発表した。1975年のサイゴン陥落後には、南ベトナム民族解放戦線が北ベトナムの傀儡であることが分かったことによる、理想の崩壊を受けての短編「サイゴンの老人」「林の中の林」などを執筆。また異国から日本に来た妻との生活も題材にし、高層マンションに住む核家族を描いた『此岸の家』や『あの夕陽』を発表した。『台風の眼』では、自らの癌治療中の体験を描いた。
音楽家ブライアン・イーノのアンビエント・ミュージック作品を好むことを公言していた。1986年に文芸誌「すばる」6月号で発表したエッセイ「世界という音 - ブライアン・イーノ」では、本当に音楽を聴きたいときに聴く作品としてイーノの『鏡面界』（1980年）と『ザ・パール』（1984年）をあげている。イーノの音楽性と日野の作品との関連も指摘されており、特に「孤独なネコは黒い雪の夢を見る」（1984年）と『砂丘が動くように』（1986年）は、イーノの内的環境という概念を日野が解釈した内容となっている
。

## 著作
- 『ベトナム報道』現代ジャーナリズム出版会 1966年  のち講談社文芸文庫
- 『存在の芸術』南北社 1967年
- 『幻視の文学』三一書房 1968年
- 『虚点の思想』永田書房 1968年
- 『還れぬ旅』河出書房新社 1971年
  - 収録作品：還れぬ旅 / めぐらざる夏 / 喪われた道
- 『虚構的時代の虚構』冬樹社 1972年
- 『此岸の家』河出書房新社 1974年
  - 収録作品：此岸の家 / 雲の橋 / 浮ぶ部屋 / 遺しえぬ言
- 『孤独の密度』冬樹社 1975年
- 『あの夕陽』新潮社 1975年 のち集英社文庫、新潮文庫
  - 収録作品：あの夕陽 / 野の果て / 無人地帯 / 対岸 / 遠い陸橋 / 私の原風景
- 『私のなかの他人 エッセイ集』文藝春秋 1975年
- 『風の地平』中央公論社 1976年 のち文庫
  - 収録作品：ヤモリの部屋 / 空中庭園 / 天堂への馬車代 / 霧の参道 / 彼岸の墓 / 風の地平
- 『漂泊・北の火』河出書房新社 1978年 
  - 収録作品：漂泊 / ポンペイの光 / 北の火 / 西湖幻々 / サイゴンの老人
- 『迷路の王国 私という宇宙風景』集英社 1978年
- 『鉄の時代』文藝春秋 1979年
  - 収録作品：黒い穴 / 裏階段 / 空室 / 廃園 / 鉄の時代 / 河口 / 雲の柱 / 井戸 / 軌道 / 断層 / 共生 / 骨肉 / 逆光
- 『母のない夜』講談社 1980年
- 『蛇のいた場所』集英社 1980年
  - 収録作品：赤い月 / 細胞一個 / 蛇のいた場所 / 黒い水 / 雪女 / 窓の女神 / 果ての谷
- 『聖なる彼方へ』PHP研究所 1981年
- 『科学の最前線』学生社 1982年
- 『抱擁』集英社 1982年 のち文庫、小学館P+D BOOKS
- 『天窓のあるガレージ』福武書店 1982年 のち文庫 、講談社文芸文庫
  - 収録作品：地下都市 / 昼と夜の境に立つ樹 / ワルキューレの光 / 渦巻 / 29歳のよろい戸 / 天窓のあるガレージ / 夕焼けの黒い光
- 『創造する心 対談集』読売新聞社(「私の世界」シリーズ) 1983年
- 『聖家族』河出書房新社 1983年
- 『名づけられぬものの岸辺にて 主要全評論』出帆新社 1984年
- 『夢を走る』中央公論社 1985年 のち文庫
  - 収録作品：カラスの見える場所 / 星の流れが聞こえるとき / ふしぎな球 / 砂の街 / 孤独なネコは黒い雪の夢をみる / 石の花 / 夢を走る
- 『夢の島』講談社 1985年 のち文芸文庫
- 『砂丘が動くように』中央公論社 1986年 のち文庫、講談社文芸文庫
- 『昭和の終焉』辻井喬との共著 トレヴィル 1986年
- 『リビング・ゼロ』集英社 1987年
  - 収録作品：空白のある白い町 / 放散虫は深夜のレールの上を漂う / 何かが都市にやってくる / 母なる大地？ / ホワイトアウト / 世界という音――ブライアン・イーノ / 空を生きる / イメージたちのワルプルギスの夜 / みずから動くもの（自然＝機械＝人間） / 私は私ではない / 球形の悲しみ / 夢の奥に向かって目覚めよ
- 『階段のある空』文藝春秋 1987年
  - 収録作品：火口湖 / 階段のある空 / 消えてゆく風景 / ふしぎな影 / 鏡面界 / 風を讃えよ / 七千万年の夜警 / 腐蝕する街
- 『きょうも夢みる者たちは…』新潮社 1988年
  - 収録作品：ランナーズ・ハイ / 光る荒地
- 『都市の感触』講談社 1988年
- 『都市という新しい自然』読売新聞社 1988年
- 『向う側』成瀬書房 1988年
- 『モノリス』写真・稲越功一 トレヴィル 1990年
- 『どこでもないどこか』福武書店 1990年
  - 収録作品：背後には何もないか / ここはアビシニア / 林でない林 / メランコリックなオブジェ / 黒い天使 / 岸辺にて
- 『断崖の年』中央公論社 1992年 のち文庫
  - 収録作品：東京タワーが救いだった / 牧師館 / 屋上の影たち / 断崖にゆらめく白い掌の群 / 雲海の裂け目
- 『台風の眼』新潮社 1993年 のち文庫、講談社文芸文庫
- 『光』文藝春秋 1995年
- 『聖岩（ホーリー・ロック）』中央公論社 1995年、改題『遥かなるものの呼ぶ声』中公文庫 
  - 収録作品：プロローグ / 心の隅の小さな風景 / 塩塊 / 聖岩（文庫：示現 (エピファニー) : 月光のエアーズ・ロック） / 幻影と記号（文庫：聖記号―カッパドキア岩窟群） / 古都（文庫：古都―美と暴力と） / 遥かなるものの呼ぶ声（文庫：遙かなるものの呼ぶ声―タクラマカン砂漠） / カラスのいる神殿（文庫：カラスのいる神殿―慶応義塾大学病院） / 石を運ぶ（文庫：顔のない「私」―秋田大湯環状列石） / 火星の青い花
- 『生活という癒し』ポーラ文化研究所(POLA seminars) 1996年
- 『流砂の声』読売新聞社 1996年
- 『日野啓三短篇選集』上下 読売新聞社 1996年
  - 収録作品（上）：向う側 / 此岸の家 / 聖家族 / 天窓のあるガレージ / 夢を走る / 孤独なネコは黒い雪の夢をみる / 七千万年の夜警 / 鏡面界 / 風を讃えよ
  - 収録作品（下）：光る荒地 / 林が林でなくなるとき / 黒い天使 / 牧師館 / 断崖にゆらめく白い掌の群 / 火星の青い花 / 古都
- 『日野啓三自選エッセイ集 魂の光景』集英社 1998年
- 『天池』講談社 1999年
- 『梯の立つ都市　冥府と永遠の花』集英社 2001年
  - 収録作品：黒よりも黒く / 先住者たちへの敬意 / 闇の白鳥 / 梯の立つ都市 / 踏切 / 冥府と永遠の花 / ここは地の涯て、ここで踊れ / 大塩湖から来た女性
- 『落葉 神の小さな庭で』集英社 2002年
  - 収録作品：落葉 / 風が哭く / 薄青く震える秋の光の中で / 日中手話親善大会 / 迷宮庭園 / ある微笑 / デジャ・ヴュ : 背理の感触 / 生成無限 : 転生の賦 / 黒い音符 / 帰郷 / 帰郷(続) / 新たなマンハッタン風景を / 神の小さな庭で
- 『ユーラシアの風景』ユーラシア旅行社 2002年
- 『あの夕陽・牧師館』講談社文芸文庫 2002年
  - 収録作品：向う側 / あの夕陽 / 蛇のいた場所 / 星の流れが聞こえるとき / 風を讃えよ / ここはアビシニア / 牧師館 / 示現 (エピファニー) : 月光のエアーズ・ロック
- 『書くことの秘儀』集英社 2003年
- 『地下へ ; サイゴンの老人 : ベトナム全短篇集』講談社文芸文庫 2013年
  - 収録作品：向う側 / 広場 / 炎 / 地下へ / デルタにて / 対岸 / ヤモリの部屋 / サイゴンの老人 / 林でない林 / 悪夢の彼方 : ベトナムの夜の底で / "向う側"ということ

### 翻訳
- ニャット・ハン『火の海の中の蓮華 ベトナムは告発する』読売新聞社 1968年

## 注
1. ↑  佐野洋『ミステリーとの半世紀』（小学館）P.42
2. ↑  「"向う側"ということ」（『地下へ/サイゴンの老人 ベトナム全短篇集』講談社文芸文庫 2013年）
3. ↑  自筆年譜
4. ↑  川村湊「ベトナムから、遠く、遠く、離れて」（『地下へ/サイゴンの老人 ベトナム全短篇集』講談社文芸文庫 2013年）
5. ↑  芳賀 2017, pp. 295–296.